# Артыкбаев, Якубаджан
Якубаджан Артыкбаев (1907 — 1979) — советский узбекский хозяйственный, государственный и партийный деятель.

## Биография
Родился на территории современного Узбекистана. Член КПСС.
С 1930 года — на хозяйственной, общественной и политической работе. В 1930—1946 гг. — ответственный партийный работник в Узбекской ССР, секретарь ЦК КП Узбекистана по кадрам, первый секретарь Бухарского областного комитета КП(б) Узбекистана.
Умер после 1946 года.

## Награды
- орден Отечественной войны I степени (01.02.1945)
- орден Трудового Красного Знамени (30.09.1943; 125.12.1944)